# Клеопас Дламіні
Клеопас Сіпхо Дламіні (сваті Cleopas Sipho Dlamini) — есватінський бізнес-директор, що від 16 липня 2021 року по вересень 2023 року займав пост прем'єр-міністра Есватіні.
Замінив Темба Масуку, який займав цей пост як виконувач обов'язків після смерті Амброза Мандвуло Дламіні у грудні 2020. Перед призначенням прем'єр-міністром Клеопас був головним виконавчим директором Публічного пенсійного фонду королівства Есватіні. Він також був сенатором сенату Есватіні.

## Прем'єр-міністр Есватіні
16 липня 2021 після великої політичної нестабільності спрямованої проти монархії в Есватіні, на сібаї, що відбулась у королівському палаці Лудзідзіні, близько 20 км на південь від Мбабане, король Мсваті III проголосив призначення Клеопаса Дламіні наступним прем'єр-міністром. Новий прем'єр-міністр склав присягу 19 липня 2021 року й також присягнув як член парламенту Есватіні. Він очолив своє перше засідання кабінету міністрів вранці 20 липня 2021 року.